# لاتین راک
لاتین راک (انگلیسی: Latin rock) زیر سبکی از موسیقی است که عناصر موسیقی فولک و محلی آمریکای لاتین و حوزه دریای کاراییب را با موسیقی راک تلفیق می‌کند.
این اصطلاح در کشورهای انگلیسی‌زبان به انواع موسیقی‌های راک که به زبانهای اسپانیولی و پرتغالی ساخته شده گفته می‌شود، بنابراین درباره تعریف دقیق این سبک موسیقی و دامنه‌اش اتفاق نظر وجود ندارد. لاتین راک را نباید با موسیقی راک آمریکای لاتین یکسان گرفت.

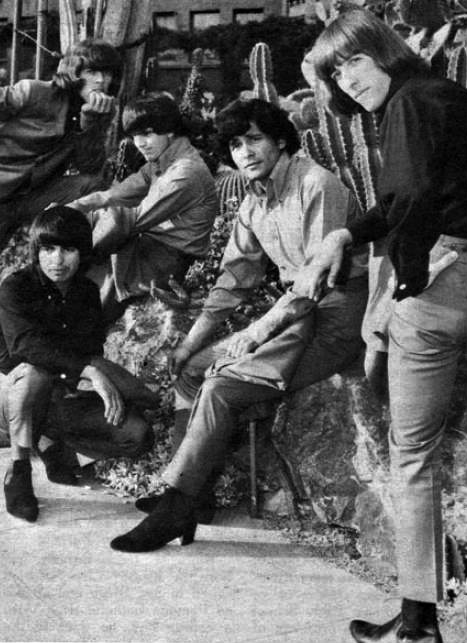
کوئین تت از پیشگامان لاتین راک در سال ۱۹۶۵